# Wolfram Grandezka

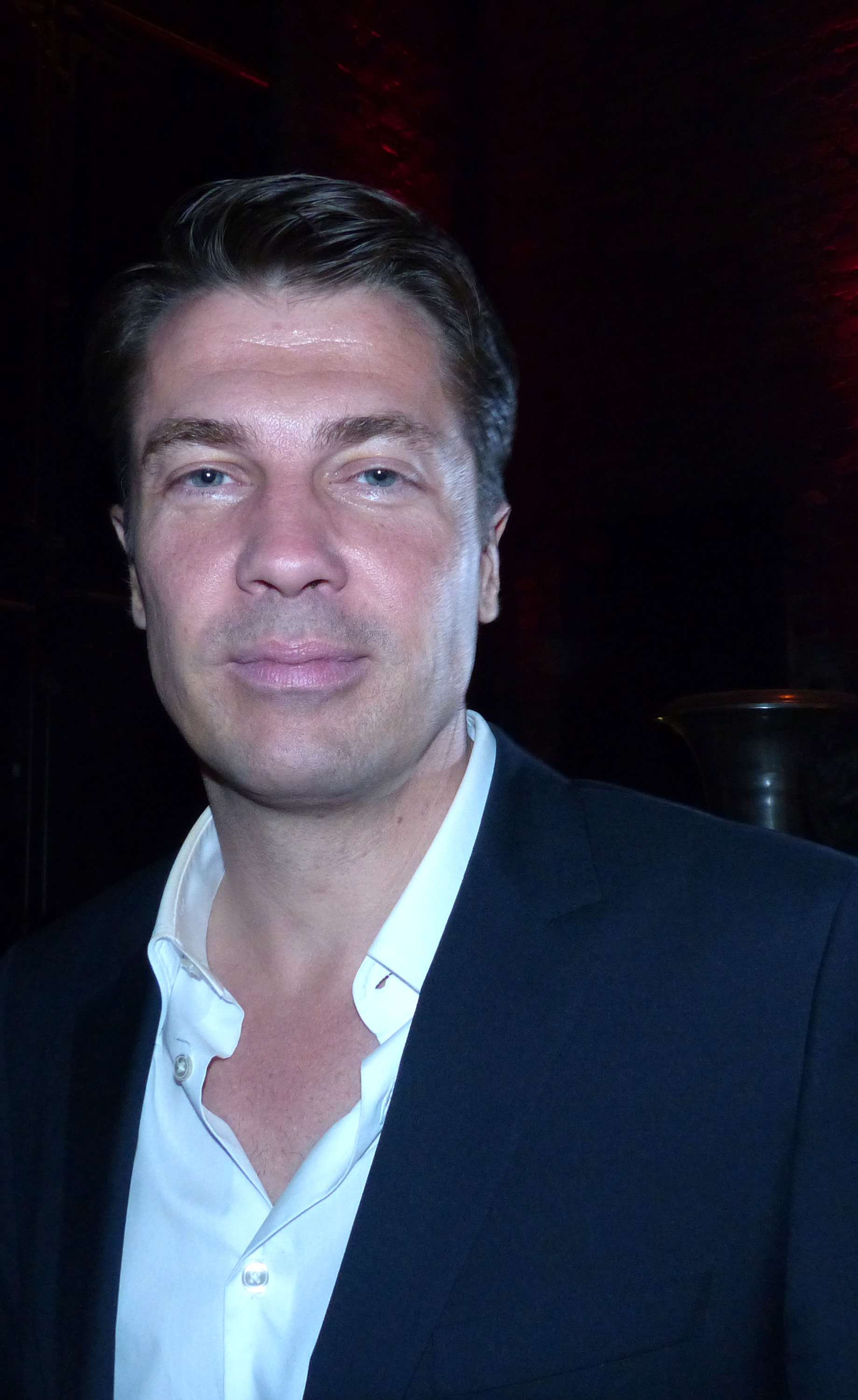
Wolfram Grandezka

Wolfram Grandezka (Saalfeld, 17 december 1969) is een Duitse acteur.
Wolfram volgde acteerlessen in onder andere New York, Berlijn en Los Angeles. Bij het Duitse publiek is hij vooral bekend door zijn rol als Ansgar von Lahnstein in de dagelijkse soapserie Verbotene Liebe. Een rol die hij sinds januari 2004 speelt. Grandezka had al enige soapervaring. Eerder was hij tussen 1998 en 2000 te zien als Roman Klingenberg in de Duitse soap Unter Uns en speelde hij een rol in Alle zusammen - jeder für dich.
Tussen 1998 en 2005 was Wolfram getrouwd met fotomodel en actrice Nadja Auermann, met wie hij één zoon heeft.

## Filmografie (selectie)
- 1996–1997: Alle zusammen – Jeder für sich (Edmund 'Ed' Kerner)
- 1998–2000: Unter uns (televisieserie)
- 1999: Dr. Stefan Frank – Der Arzt, dem die Frauen vertrauen
- 2006: Wilsberg: Callgirls
- 2004–2015: Verbotene Liebe (televisieserie)
- 2016: Rosamunde Pilcher: Ex und Liebe
- 2016: Lindenstraße (investeerder Schmidbauer)
- 2017: Morden im Norden - Reine Geldgier (televisieserie)
- 2018–2021: Rote Rosen (televisieserie)
- 2020–2021: Verbotene Liebe – Next Generation (televisieserie)
- 2021: Großstadtrevier - afleveringen 476–480 (gastrol Robert Sehlmann – rechercheur)
- 2021: Der Flensburg-Krimi: Der Tote am Strand
- 2022: Blutige Anfänger: Vater, Mutter, Killer (Johannes Bordemann)
- 2023: Da hilft nur beten!
- 2023: Einspruch, Schatz! – Ein Fall von Liebe (televisieserie)
- 2023: Einspruch, Schatz! – Unter Vätern (televisieserie)
- 2023: Großstadtrevier - aflevering 497 (gastrol Robert Sehlmann – rechercheur)